# Kasteel Nobelstede
Het Kasteel Nobelstede is een kasteel in de Oost-Vlaamse plaats Aalter, gelegen aan de Manewaarde 29-33.

## Geschiedenis
Omstreeks 1630 werd hier een hoeve gebouwd met de naam Nobels sté. Opdrachtgever was Glaude Damas jr.
Blijkens een tekst van 1647 was het een omgrachte hoeve: een behuysde hofstede metten grooten steepen huyse ende erfve soo dat is ghestacn ende gheleghen in sijn wallen. In 1733 sprak men, bij de verkoop, van een huys van plaisance en in 1773 was er sprake van een huys van plaisance ofte casteel.
In 1905-1906 werd het kasteeltje ingrijpend verbouwd, in opdracht van eigenaar Romaan De Wulf. Hierdoor oogt het tegenwoordig als een kasteeltje in traditionalistische stijl, met trapgevels en dergelijke.